# جوزفين لانغ
جوزفين لانغ (بالألمانية: Josephine Caroline Lang)‏ هي عازفة بيانو وملحنة ألمانية، ولدت في 14 مارس 1815 في ميونخ في ألمانيا، وتوفيت في 2 ديسمبر 1880 في توبينغن في ألمانيا.

## وصلات خارجية
- جوزفين لانغ على موقع ميوزك برينز (الإنجليزية)
- جوزفين لانغ على موقع ديسكوغز (الإنجليزية)